# Комітет Луска

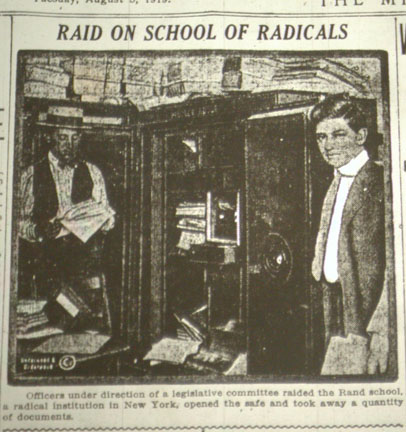
У серпні 1919 року Комітет Луска здійснив рейд у Школі соціальних наук Ренда та вилучив документи, щоб підживити свої розслідування.

Об'єднаний законодавчий комітет з розслідування підривної діяльності, відомий як Комітет Луска, був створений у 1919 році законодавчими зборами штату Нью-Йорк для розслідування діяльності осіб та організацій у штаті Нью-Йорк, підозрюваних у підбурюванні до бунту.

## Історія організації

### Етап розслідування
Приватне двомісячне розслідування радикалізму, проведене комітетом Union League Club Нью-Йорка, призвело до того, що члени клубу одноголосно проголосували за подання петиції до Законодавчих зборів штату Нью-Йорк з проханням провести урядове розслідування.
За кілька днів Законодавчий орган штату Нью-Йорк створив Об’єднаний законодавчий комітет з розслідування підбурювальної діяльності відповідною резолюцією від 26 березня 1919 року. Комітет із дев’яти членів займався злочинами, скоєними відповідно до статей Кримінального кодексу штату про кримінальну анархію. Комітет очолив першокурсник, сенатор штату Клейтон Р. Ласк з округу Кортленд. який мав досвід роботи в бізнесі та консервативних політичних цінностях, називаючи радикалів «чужими ворогами». За винятком незначного випадку, це був перший випадок, коли було застосовано закони про кримінальну анархію штату з моменту їх ухвалення в 1902 році після вбивства президента Сполучених Штатів Вільяма Мак-Кінлі анархістом у Баффало, Нью-Йорк.
Понад рік Комітет збирав інформацію про підозрювані радикальні групи, проводячи обшуки в офісах і вивчаючи документи, проникаючи на збори, допомагаючи правоохоронцям у тисячах арештів і викликаючи свідків для дачі свідчень на слуханнях Комітету. Використання комітетом ордерів на обшук і рейди було винятковим відхиленням від законодавчої практики. Комітет також співпрацював з місцевими відділами поліції та прокуратурою, що дозволило йому діяти агресивно, незважаючи на обмежений бюджет.
Комітет і Федеральне урядове Бюро розслідувань , попередник ФБР, співпрацювали, обмінюючись інформацією, досвідом допитів та інформаторами. Реймі В. Фінч, колишній агент нью-йоркського офісу Бюро, став головним слідчим комітету. Ця співпраця дозволила федеральним органам влади, повноваження яких були обмежені відсутністю статуту проти заколоту в мирний час, використовувати державну владу проти радикалів. 
12 червня поліція та приватні детективи Комітету провели обшук у Російському радянському бюро, агентстві, очолюваному Людвігом Мартенсом, яке домагалося визнання США нового більшовицького уряду. Деякі з заарештованих були негайно допитані Комітетом про радянську пропаганду в США а інші свідки, цитували із вилучених документів, щоб продемонструвати, що Російське бюро мало на меті насильницьке повалення уряду. Відбувся другий наліт на школу Ренд, заклад, який підтримував мирну еволюцію соціалізму та викладав історію, економіку та знання англійської мови. Серед вилучених документів був великий обсяг літератури з питань народжуваності. У той час як преса не виявляла великої симпатії до Російського бюро, ліберальна та радикальна преса, до якої приєднався Американський союз громадянських свобод (ACLU), захищала школу Ренда. Інші рейди були спрямовані на ліве крило Соціалістичної партії та IWW. Коли вони проаналізували вилучені матеріали, то виявили, що в іншомовних журналах багато уваги приділяється спробам організації американських негрів та закликам до революцій.   Агенти комітету провели обшук у 73 осередках новоорганізованої Комуністичної партії 8 листопада, суботнього вечора, коли радикали святкували річницю більшовицької революції. Вони обшукали й офіси десятків радикальних видань. Більшість отриманої під час рейдів літератури продавалась у книгарнях. Послідували рейди в містах на півночі штату, включаючи Баффало, Ютіку та Рочестер, а потім на офіси комуністичних газет у Нью-Йорку.

### Звіт Луска та його наслідки
Розслідування комітету офіційно завершилося, коли він подав свою остаточну доповідь із рекомендаціями законодавчому органу в квітні 1920 року. Доповідь, опублікована під назвою «Революційний радикалізм: його історія, мета і тактика з викладом і обговоренням кроків, які вживаються та необхідні для його приборкання»"', займав понад 4000 сторінок. Фактичним редактором звіту був Арчібальд Е. Стівенсон, помічник радника комітету, який, як стверджували критики, «керував його діяльністю з самого початку».
Лише десять відсотків чотиритомника складали звіти, тоді як решта передруковували матеріали, вилучені під час рейдів або надані свідками, значна частина яких детально описувала європейську діяльність або досліджувала зусилля з протидії радикалізму в кожній державі, включно з програмами громадянства та іншими патріотичними освітніми заходами.
Робота комітету призвела до засудження за звинуваченням у злочинній анархії двох редакторів-анархістів, які були засуджені до багаторічного ув'язнення, а інші радикально налаштовані іммігранти були депортовані. В результаті роботи комітету у 1920 році п'ять членів Соціалістичної партії були вигнані з законодавчих органів влади. Це викликало негативну реакцію з боку преси та громадськості, що допомогло змінити національне ставлення до античервоної кампанії 1919-20 років.
Законодавець розглянув рекомендації комітету щодо стримування та протидії радикальній пропаганді. Він прийняв низку законів про фінансування антирадикальної роботи Генерального прокурора та навчання вчителів патріотизму, які використовуватимуть свій досвід на фабриках і підприємствах. Інші законопроекти визначали види закладів, які могли надавати освіту, і забороняли приватне навчання поза ними. Інша вимога, щоб вчителі державних шкіл складали присягу на вірність. Губернатор Ел Сміт наклав вето на закон, заперечуючи, зокрема, проти влади уряду над навчанням. Він назвав прихильників закону «упередженими», «істеричними» та «головним чином зацікавленими в контролі над ліберальною думкою». Він наклав вето на законопроект про ліцензування шкіл: «Безпека цього уряду ґрунтується на розумній і відданій лояльності його народу. Він не потребує для свого захисту системи інтелектуальної тиранії, яка, намагаючись придушити помилки силою, повинна обов'язково розчавити і правду». Законодавча влада знову прийняла ті самі законопроекти після того, як Сміт залишив свій пост, а губернатор-республіканець Натан Л. Міллер підписав їх 12 травня 1921 року.
Сміт був переобраний у листопаді 1922 року. Закони Луска були скасовані на початку 1923 року, а спроба судового переслідування школи Ренд за роботу навчального закладу без ліцензії була призупинена. Пишучи у випуску Current Opinion за вересень 1921 року, Луск описав роботу свого Комітету як «репресії, що здійснюються переважною більшістю та за її згодою в інтересах цієї більшості», і пояснив своє переконання, що «розумні та мудрі репресії щодо революційної діяльності спрямовані на підтримку закону, порядку і миру в громаді». 